# Esplanade Sandstone
Der Esplanade Sandstone ist die oberste Formation der Supai Group, die während des Unterperms im Südwesten der Vereinigten Staaten auf dem Colorado-Plateau abgelagert worden war.

## Etymologie
Der Name Esplanade leitet sich ab von The Esplanade, einer 30 Kilometer langen, roten Sandsteinplattform am Colorado River mit der Toroweap Fault als westlicher Begrenzung. Esplanade (weiter, freier, ebener Platz) geht auf das um 1590 gebräuchliche Französische Wort esplanade zurück, welches seinerseits aus dem Spanischen bzw. Lateinischen abgeleitet ist. Sandstone bedeutet Sandstein.

## Erstbeschreibung
Die Bezeichnung Esplanade Sandstone war erstmals im Jahr 1929 von David White benutzt worden, wurde aber von ihm damals noch nicht als lithologische Einheit anvisiert. Formationsstatus erhielt der Esplanade Sandstone im Jahr 1975 durch Edwin McKee.

## Vorkommen

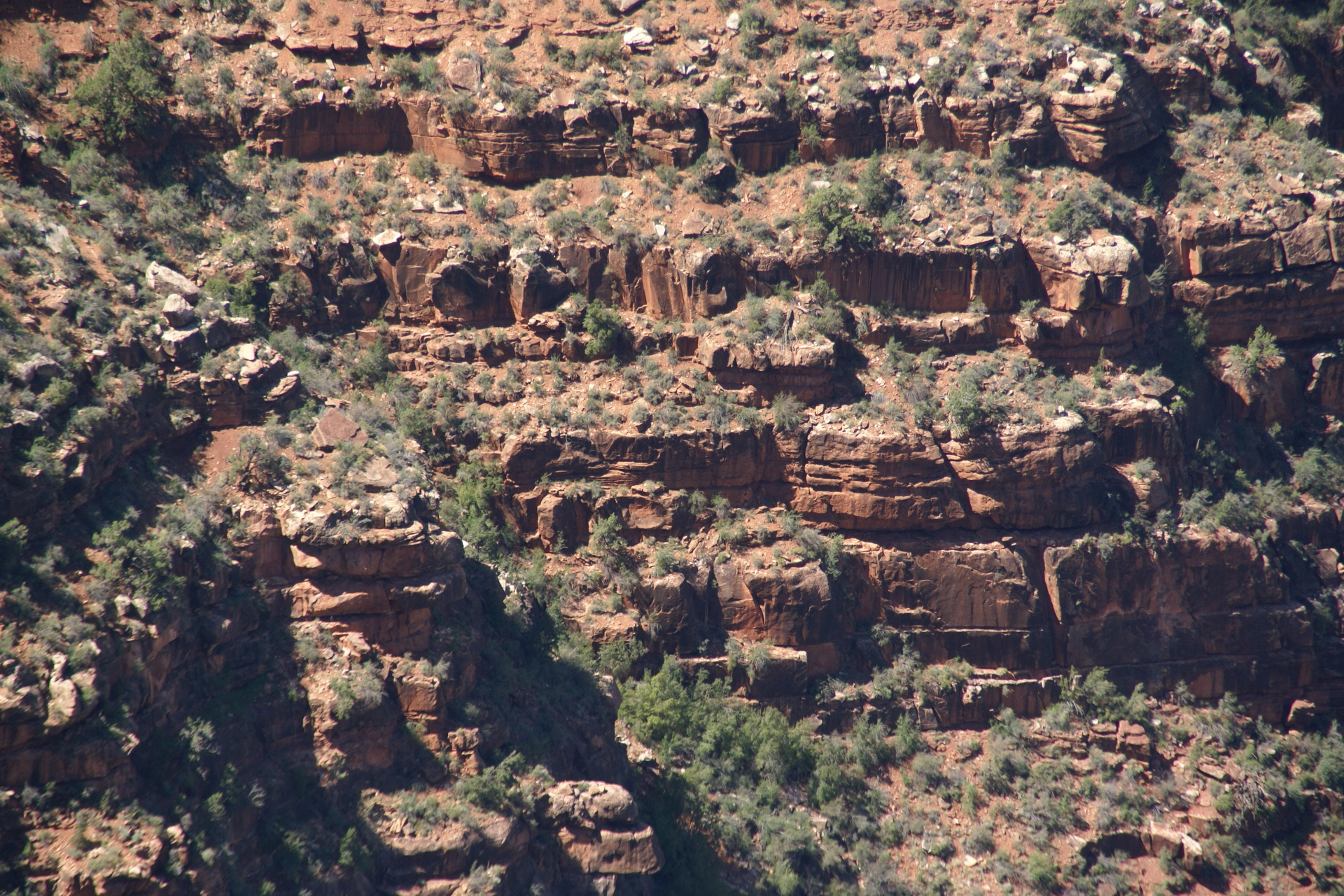
Der Esplanade Sandstone am Yavapai Point

Neben den Vorkommen im Grand Canyon Arizonas erscheint der Esplanade Sandstone weiter südwärts am Mogollon Rim im Verde Valley, ebenfalls in Arizona. Die Formation wird ferner bis in den äußersten Südwesten Utahs angetroffen und ist außerdem in den Grand Wash Cliffs und in den Hurricane Cliffs anstehend. Sie wird generell zur Plateau Sedimentary Province gerechnet.

## Stratigraphie
Der Esplanade Sandstone  (Pe) überlagert diskordant die Wescogame-Formation, die dritte Formation der Supai Group. Er wird seinerseits ebenfalls diskordant vom Hermit Shale abgedeckt.
Seitliche Äquivalente des Esplanade Sandstones sind der Cedar Mesa Sandstone und die Halgito-Formation im Nordosten Arizonas und in Utah, sowie der Pakoon Limestone und die Queantoweap-Formation im Nordwesten Arizonas.
Als Typusprofil wurden von McKee Aufschlüsse am Apache Trail am Grand Canyon östlich vom Dorf Supai ausgewählt.
Die approximative Gesamtmächtigkeit der Formation beträgt 100 Meter. Am Typusprofil werden 136 Meter erreicht. Im Tuckup Canyon sind 122 Meter und im Hidden Canyon 158 Meter vorhanden, die in den Grand Wash Cliffs auf 168 Meter und in den Hurricane Cliffs sogar auf 174 Meter anwachsen. Generell lässt sich eine Mächtigkeitszunahme von 60 Meter im Süden und Südosten zu 150 Meter im Norden beobachten. Auffallend ist das sehr rasche Anschnellen der Mächtigkeiten in Richtung Nevada, an dessen Grenze knapp 220 Meter zu verzeichnen sind.
Der Esplanade Sandstone besitzt keine Member, kann aber geomorphologisch in drei Abschnitte untergliedert werden: eine untere Hanglage, eine mittlere Steilwand und eine obere Hanglage mit abschließender Steilwand.

### Kontaktverhältnisse
Der Liegendkontakt zur Wescogame-Formation erfolgt diskordant über bis zu 15 Meter (im Durchschnitt 11 Meter) tiefe Erosionsrinnen, die von einem Konglomerat ausgefüllt werden. Das Konglomerat besteht aus gut gerundeten Siltstein- und Kalksteingeröllen, die aus der Wescogame-Formation stammen. Der Hangendkontakt zum Hermit Shale ist ebenfalls eine Erosionsdiskordanz, die sich entweder als sehr flache Oberfläche (The Esplanade), als Auskolkungsrinnen oder als stehengebliebene kleinere Tafelberge von Esplanade Sandstone inmitten des Hermit Shales äußert. Die Rinnen werden bis zu 21 Meter tief und 91 Meter breit, die Tafelberge erreichen immerhin eine Dimension von bis zu 35 Meter an Höhe und die dazwischenliegenden Täler werden bis zu 305 Meter breit.
Intraformationelle Erosionsflächen sind ebenfalls bekannt, so am Bunker Trail im Osten und im Andrus Canyon im Nordwesten. Am Bunker Trail legt  sich die Erosionsfläche auf die mittlere Steilwand und manifestiert 90 Zentimeter tiefe Rinnen, die von einem Konglomerat aus abgerundeten Kalkgeröllen verfüllt werden. Im Andrus Canyon liegt die sehr unebene Erosionsfläche (mit 60 Zentimeter tiefen und  150 Zentimeter breiten Rinnen) an der Grenze Gipsfazies/obere Steilwand.
Im Liegenden beginnt der Esplanade Sandstone sich mit dem hier dolomitischen Pakoon Limestone zu verzahnen, welcher dann im Mittelabschnitt an den Grand Wash Cliffs in die Formation hineinragt. Im Hangendabschnitt geht der Esplanade Sandstone nach Westen jedoch in die Queantoweap-Formation über.

## Lithologie

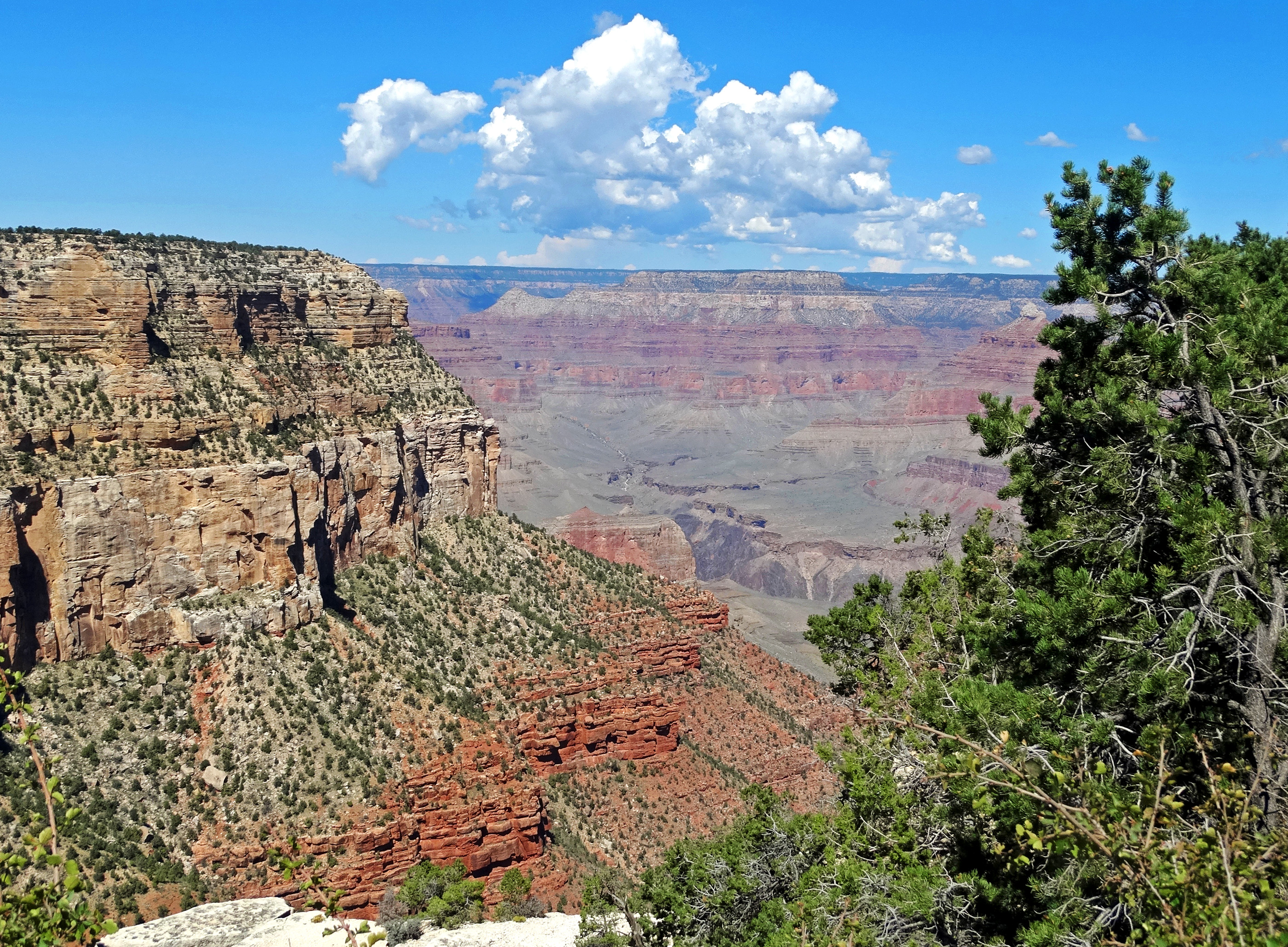
Blick auf die klassische Schichtenfolge vom oberen Bright Angel Trail – von oben Kaibab Limestone, Toroweap-Formation, Coconino Sandstone, Hermit Shale und als rotes Band der Esplanade Sandstone

Die Lithologie des Esplanade Sandstones besteht vorwiegend aus einem Steilwand bildenden, dunkelroten, schräggeschichteten Quarzarenit, untergeordnet treten auch Siltsteine und Tonsteine auf. Letztere sind verwitterungsanfälliger und bilden Hanglagen, Absätze und Einkerbungen. Der fein- bis mittelkörnige, kalkhaltige Quarzarenit kann auch hellrot, rosa bis grau gefärbt sein. Die Bankstärke beträgt 1 bis 3 Meter, die Sortierung ist gut und die Kornform gerundet. Der Quarzarenit stellt 60 bis 90 Prozent der Formation. Schrägschichtungskörper erreichen eine maximale Stärke von 8 Meter und zeigen eine generelle Schüttungsrichtung nach Südost (Maximum bei N 150, Streubreite N 030 bis N 250) – im Gegensatz zur unterlagernden Supai Group, in der die Südrichtung vorherrscht. Das Einfallen der Schrägschichtungssets variiert zwischen 10 und 28 Grad mit einem Maximum bei 20 bis 25 Grad.
Die im Liegenden und im Hangenden auftretenden Siltsteine sind dunkelrot, dünnbankig und krümelig, ihre Kornform ist eckig.
In den Tonsteinen ist neben den Tonmineralen Kaolinit, Illit (relativ selten) und Corrensit auch Chlorit zu verzeichnen. Sie finden sich mit 10 bis 35 Prozent in der basalen Hanglage sowie oberhalb der mittleren Steilwand.

### Abfolge
Die untere Hanglage besteht aus einer Wechselfolge von hellrotem, flach geschichtetem Sandstein mit Einschaltungen von dunkelrotem Silt- und Tonstein sowie grauen, dünnen Kalklagen. Sie ist im Westen durchschnittlich 25 Meter mächtig, erreicht aber im Osten 30 Meter.
Die mittlere Steilwand ist durchgehend sehr markant und ihre abschließende Oberfläche stellt im Westen die namensgebende Esplanade Bench. Sie gliedert sich in meist dünne, massige, flach schräggeschichtete Sandsteinsets und kalkhaltige Sandsteinlagen im Liegenden und in hellrote, mittelkörnige, mittel- bis grobgebankte Sandstein- und Kalksandsteinlagen im Hangenden. Die Schrägschichtung ist klein- bis mittelmaßstabig, tafelförmig planar oder keilförmig planar (trogförmige Schrägschichtung ist selten) und ihre Sets zeigen sowohl niedriges als auch steileres Einfallen (maximal 27 bis 28 Grad). Der schräggeschichtete Kalksandstein tritt vor allem im Westen auf, im Osten verringert sich der Kalkgehalt. Die mittlere Steilwand wird im Westen bis zu 75 Meter mächtig, reduziert sich aber im Osten auf 60 Meter. Die Abfolge der mittleren Steilwand wird als hochenergetisch gedeutet.
Die abschließende obere Hanglage/Steilwandserie enthält einen dünnbankigen, wenig resistenten Sand- und Siltstein, der dem Hermit Shale bereits recht ähnlich ist. Im Andrus Canyon, im Parashant Canyon und im Toroweap Valley treten in ihr zahlreiche Gipslagen auf. Sie wird von einer Steilwand aus dickbankigem, flach schräggeschichtetem, rot und weiß gefärbtem Sandstein abgedeckt. Die obere Einheit keilt allmählich nach Osten aus. Sie erlangt im Westen eine Mächtigkeit von 67 Meter.

### Sedimentstrukturen
Als Sedimentstrukturen sind neben den verschiedenen Schrägschichtungstypen mittleren Maßstabes Tonpellets, Regentropfenmarken, Rippelmarken, Trockenrisse und verfüllte Auskolkungen (Englisch scour-and-fill) anzuführen. Viele kleinmaßstabige Strukturen finden sich in Siltsteinen, die Linsen innerhalb der Sandsteine bilden oder als deren Trennfugen auftreten. Die Siltsteine enthalten neben dünnen, unregelmäßigen Trockenrissen und Regentropfenmarken gelegentliche trogförmige Strömungsrippeln (Englisch cuspate-type ripple marks) sowie pflanzliche Abdrücke, Wurmbauten und Spurenfossilien.

## Ablagerungsmilieu

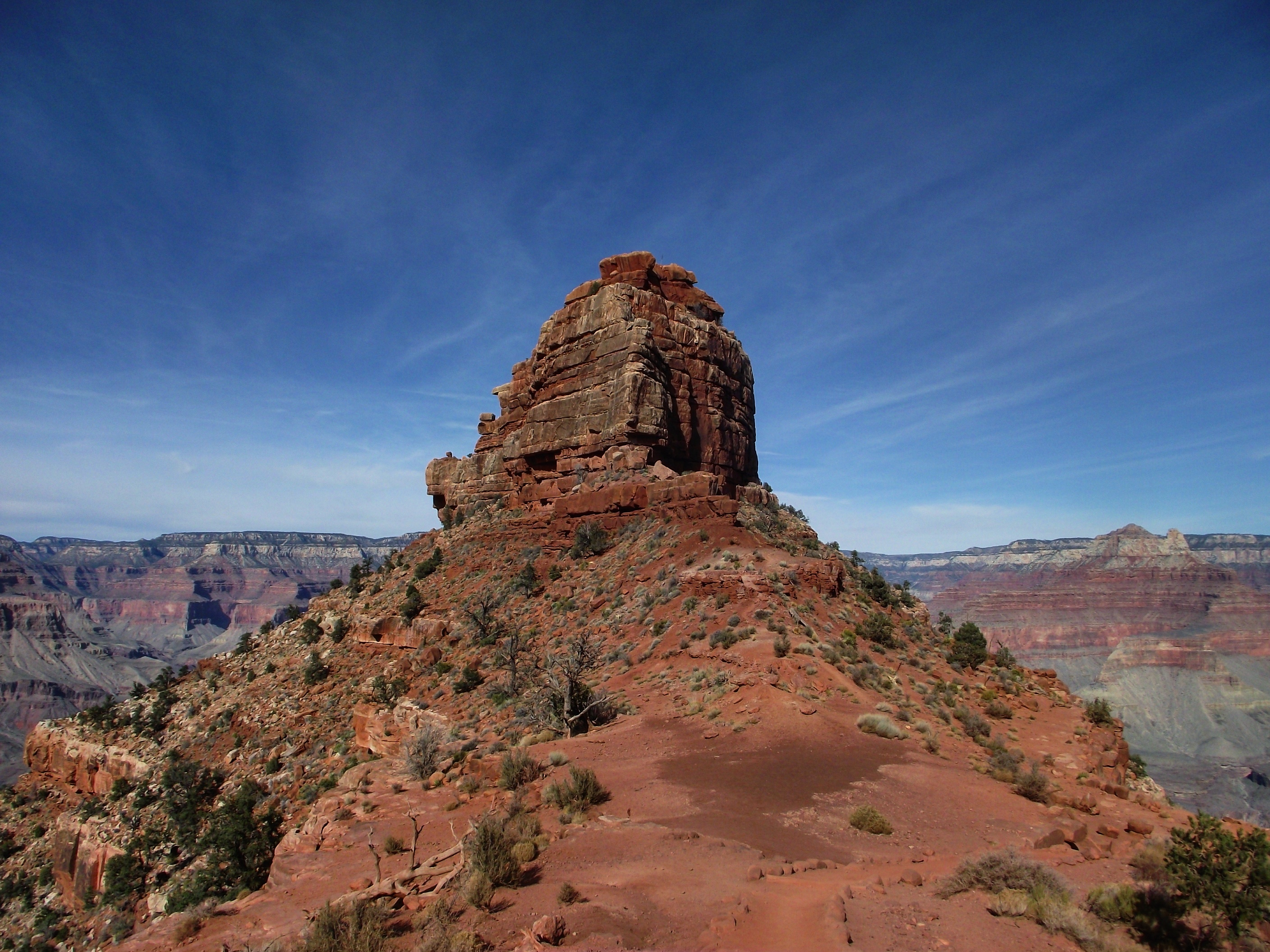
Der O’Neill Butte ist aus dem Esplanade Sandstone aufgebaut

Ablagerungsmilieu der Formation war eine breite Küstenebene. Die Sedimentation erfolgte unter ariden klimatischen Bedingungen. Im Einzelnen bestehen mehrere Interpretationen der Ablagerungsbedingungen. Die marine Sichtweise betrachtet den Esplanade Sandstone als einen überwiegend hochenergetischen marinen Sandstein, der aber im Liegenden und Hangenden terrestrisch beeinflusste Lagen enthält. Die hochenergetische Interpretation findet Unterstützung in flacher Schichtung typisch für das obere Strömungsregime (Englisch upper plane bed) sowie im generellen Mangel an Strukturen des niedrigenergetischen Bereiches wie beispielsweise Flaserschichtung, normale Rippelmarken und ansteigende Rippeln (Englisch climbing rippels).
Sehr oft jedoch wird die Formation als vorwiegend äolischen Ursprungs angesehen. Dennoch dürfte der Liegendabschnitt nur bedingt äolisch gewesen sein. In westliche Richtung nahm der marine Einfluss eindeutig zu, wie der Übergang in den Pakoon Limestone nahelegt. Hier tritt auch Gips im Sediment auf (als Lagen und Anreicherungen im Sandstein). Der Gips war wahrscheinlich in vom offenen Meer durch Sandbarren abgetrennten Lagunen abgesetzt worden.
Der relativ abrupte Übergang vom Pakoon Limestone zum Esplanade Sandstone bereitet einige Interpretationsschwierigkeiten. Der Pakoon Limestone ist in seinem westlichen Grenzbereich ein feinkörniger Dolomit, der eine küstennahe, marine Flachwasserablagerung niedriger Energie darstellt – im Gegensatz zu den weiter ostwärts anschließenden hochenergetischen Sanden. Vieles spricht für einen fluviatilen Ursprung dieser Sande, die wahrscheinlich als flache  Sandlagen (Englisch sheet sands) von Zopfströmen aus Norden angeliefert worden waren. Ein Sandbarren-Environment ist aber ebenfalls zu berücksichtigen, insbesondere im Nordwesten in Assoziation mit Evaporiten (Gips).
Die Gegenwart von Fusuliniden und Bioklasten im Zentralbereich lassen ein marines Eindringen – womöglich in Form von Ästuaren – vermuten. Unterstützt durch Tidenhub drang der Biodetritus wahrscheinlich aus diesen Ästuaren flussaufwärts vor. Karbonate und marine Vollkörperfossilien im Pakoon Limestone deuten auf ein Eindringen des Meeres aus westlicher Richtung. Ferner darf anhand der bevorzugten Schüttungsrichtung nach Südost und Süd angenommen werden, dass Flüsse aus Norden Sand antransportierten, welcher jenseits der gipshaltigen Lagunen in Sandbarren wiederaufgearbeitet wurde.
Abschließend lässt sich sagen, dass der Esplanade Sandstone als küstennahes Sediment sowohl marine, ästuarine und kontinental-fluviatile Elemente enthält und nicht starr einem einzigen Ablagerungsmodus zugeordnet werden kann.

## Fossilien
Fossilien sind sehr selten im Esplanade Sandstone – wie dies auch in der unterlagernden Wescogame-Formation und in der Manakacha-Formation der Fall ist. Bekannt wurden bisher einige Foraminiferen (Fusuliniden wie Schubertella und Triticites) sowie Klasten unbestimmter Brachiopoden, Bryozoen, Crinoiden, Echinoidea, Muscheln (Bivalvia) und Pelmatozoen (Platten und Stielglieder).
An pflanzlichen Resten fanden sich Stängel, Blätter und andere Fragmente in tonigen Lagen der unteren Hanglage und der mittleren Steilwand. Das Material kann der Landpflanze Walchia zugeordnet werden. Vorhanden sind auch die Alge Rivularites sowie Stromatolithen.
Spurenfossilien sind etwas häufiger. Wurmbauten werden von McKee (1982) aus resistenten Sandsteinen des Liegenden sowie aus Tonfilmen in Silt- und Sandsteinen des Hangenden berichtet. Im 150-Mile Canyon sind Tonpellets mit den Bauten assoziiert. Vertikale Bauten von 3,3 Millimeter Durchmesser finden sich laut McKee in resistenten Sandsteinvorsprüngen. Er fand auch seltsame pferdehufartige Abdrücke eines Vertebraten in Tonsteinen nordöstlich des Havasu Canyons.

## Alter
Als Ablagerungsalter wird entweder der Zeitraum 299 bis 290 oder 292 bis 284 Millionen Jahre (Wolfcampium) angegeben, bzw. etwas eingeengter als 290 bis 287 Millionen Jahre. Dies entspricht dem Asselium oder dem ausgehenden Sakmarium und dem Artinskium (beide Unterperm), bzw. nur dem Artinskium. Eine indirekte paläontologische Datierung mittels der Fusulinide Schwagerina linearis vom Oberrand des äquivalenten Pakoon Limestones ergab oberes Wolfcampium.